# Meitan Hompo
Meitan Hompo (Код UCI: EQA) — японская континентальная шоссейная велокоманда, действовавшая с 2006 по 2009 год.
В ноябре 2009 года руководство коллектива объявило, что команда не сможет получить статус континентальной на 2010 год из-за финансовых трудностей. Все гонщики были проданы в другие команды.

## Состав 2009 года
| Состав 2009               | Состав 2009      | Состав 2009               | Состав 2009 |
| Гонщик                    | Дата рождения    | Предыдущая команда        |             |
| ------------------------- | ---------------- | ------------------------- | ----------- |
| Синъити Фукусима          | 13 сентября 1971 | Bridgestone Anchor (2005) |             |
| Грегор Газвода            | 15 октября 1981  | Perutnina Ptuj (2008)     |             |
| Sébastien Ivars           | 19 апреля 1987   |                           |             |
| Масаки Кикути             | 9 апреля 1986    |                           |             |
| Нариюки Масуда            | 23 октября 1983  | Team Miyata (2007)        |             |
| Такаси Миядзава           | 27 февраля 1978  | Bridgestone Anchor (2005) |             |
| Ясухару Накадзима         | 27 декабря 1984  |                           |             |
| Кадзуя Окадзаки           | 10 мая 1972      | Team Nippo (2006)         |             |
| Пак Сон Пэк               | 27 февраля 1985  | Seoul Cycling Team (2008) |             |
| Guillaume Pont            | 15 ноября 1979   |                           |             |
| Со Джун Ён                | 14 марта 1988    |                           |             |
| Миятака Симидзу           | 23 ноября 1981   | Bridgestone Anchor (2005) |             |
|                           |                  |                           |             |
| Источник: ProCyclingStats |                  |                           |             |

## Победы
2006
Этап 1 Тур Сиама — Синъити Фукусима
Этап 4 Тур Сиама — Такаси Миядзава
 Петли Майена — Кодзи Фукусима
Этап 1 Вуэльта Леона — Синъити Фукусима
Этап 4 Тур Индонезии — Синъити Фукусима
Этап 2 Тур Хоккайдо — Такаси Миядзава
Тур Окинавы — Такаси Миядзава
2007
Этап 2 Тур Сиама — Кодзи Фукусима
Этап 7 Тур Лангкави — Синъити Фукусима
Этап 1 Тур Японии — Такаси Миядзава
Этап 7 Тур Японии — Юкия Арасиро
 Вуэльта Леона — Миятака Симидзу
Этап 1 — Миятака Симидзу
Этап 8 Тур Кореи — Кодзи Фукусима
Этап 4 Тур Хоккайдо — Юкия Арасиро
Тур Окинавы — Такаси Миядзава
Этап 1 Тур Таиланда — Праджак Махавонг
2008
 Тур Кумано — Миятака Симидзу
Этап 2 — Юкия Арасиро
Этап 3 Тур Японии — Синъити Фукусима
Этап 7 Тур Кореи — Джун Юн Сео
 Париж — Коррез — Миятака Симидзу
Этап 1 — Миятака Симидзу
Этап 2 Тур Лимузена — Юкия Арасиро
 Тур Хоккайдо — Такаси Миядзава
 Тур Окинавы — Юкия Арасиро
Этап 2 — Юкия Арасиро
2009
 Тур Хоккайдо — Такаси Миядзава
Пролог & Этап 4 — Такаси Миядзава
Гонка Кумамото — Ясухару Накадзима

## Рейтинг UCI Asia Tour
| Сезон | Место | Лучший гонщик       |
| ----- | ----- | ------------------- |
| 2010  | 5     | Такаси Миядзава (8) |